# Sevada
Sevada é um género botânico pertencente à família Amaranthaceae.

## Espécies
- Sevada schimperi